# 1re division de montagne (Allemagne)
Pour les articles homonymes, voir 1re division.
La  1re division de montagne (en allemand : 1. Gebirgs-Division) est une des divisions d'infanterie de montagne de l'armée allemande (Wehrmacht) durant la Seconde Guerre mondiale.
Elle a contribué aux crimes de guerre commis par la Wehrmacht notamment lors du massacre des troupes italiennes de Céphalonie en 1943.

## Création et différentes dénominations

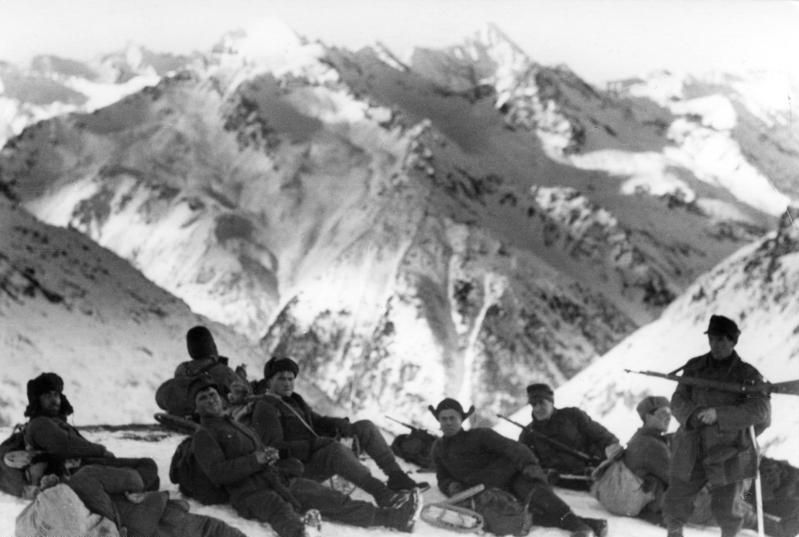
Soldats de la division dans les montagnes du Caucase en URSS, en 1942.

La 1. Gebirgs-Division est constituée essentiellement de Bavarois et de quelques Autrichiens, et est formée le 9 avril 1938 à Garmisch-Partenkirchen à partir de la Gebirgs-Brigade (brigade de montagne) formée en juin 1935. Elle combat dans la campagne de Pologne en tant qu'élément du Groupe d'armées Sud et se distingue pendant les combats dans les Carpates. Plus tard, elle prend part à la campagne française et est ensuite affectée pour prendre part à des opérations planifiées contre le Royaume-Uni et Gibraltar, mais les deux opérations sont annulées.
Après avoir participé à l'invasion de la Yougoslavie et de la Grèce, la division traverse la frontière soviétique. Elle combat à Kiev, Stalino, les passages du Dniepr et à Kharkov. Après la campagne du Caucase, la division est positionnée en Grèce et plus tard en Serbie, où elle prend part à des opérations anti-partisans. 
Lors de son stationnement en Grèce sur l'île de Céphalonie en 1943, la division procède au massacre des 5000 Italiens de la division Acqui, qui constitue l'un des crimes de guerre de la Wehrmacht.
En 1944, elle combat en Hongrie contre les Soviétiques et termine la guerre en Autriche, après avoir été renommée 1. Volks-Gebirgs-Division le 12 mars 1945.

## Organisation

### Commandants
| Date                                 | Grade                      | Commandant                                  |
| ------------------------------------ | -------------------------- | ------------------------------------------- |
| 1er septembre 1939 - 25 octobre 1940 | General der Gebirgstruppen | Ludwig Kübler                               |
| 25 octobre 1940 - 1er janvier 1942   | General der Gebirgstruppen | Hubert Lanz                                 |
| 1er janvier 1942 - 1er décembre 1942 | General der Artillerie     | Robert Martinek                             |
| 1er décembre 1942 - 10 octobre 1944  | Generalleutnant            | Walter Stettner Ritter von Grabenhofen (de) |
| 10 octobre 1944 - 10 mars 1945       | Generalleutnant            | Josef Kübler (de)                           |
| 10 mars 1945 - 8 mai 1945            | Generalleutnant            | August Wittmann                             |

### Officiers d'opérations (Ia)
| Date                               | Grade          | Commandant              |
| ---------------------------------- | -------------- | ----------------------- |
| 10 novembre 1938 - 15 octobre 1939 | Oberstleutnant | Max Pemsel              |
| 15 octobre 1939 - 15 janvier 1941  | Oberstleutnant | Hans Degen              |
| 15 janvier 1941 - Janvier 1943     | Oberstleutnant | Hans Steets             |
| Janvier 1943 - 25 août 1944        | Oberstleutnant | Karl-Wilhelm Thilo (de) |
| 25 août 1944 - 20 décembre 1944    | Oberst         | Hans-Georg Faulmüller   |
| 20 décembre 1944 - 5 janvier 1945  | Major          | Hans Rasch              |
| 5 janvier 1945 - Mai 1945          | Oberstleutnant | Anton Leeb (de)         |

## Théâtres d'opérations
- 1er septembre au 6 octobre 1939 : Campagne de Pologne
- 6 avril au 28 mai 1941 : Bataille de Grèce

## Crimes de guerre

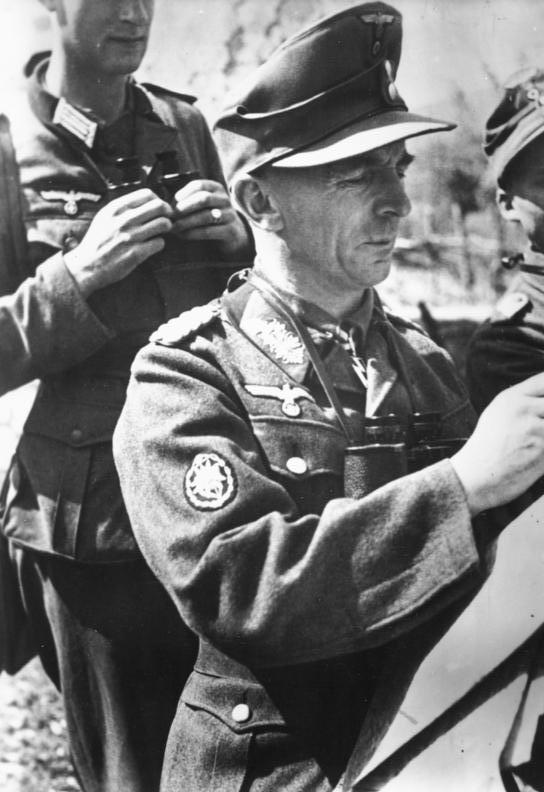
Division's commander, General, in Yugoslavia, June 1943

Pendant l'Invasion de la Pologne, des soldats de la division participèrent à l'arrestation de civils Juifs à Przemyśl pour les déporter vers des camps de travaux forcés. La presse publia les photos de ces arrestations. Photos 7 and 8
Au cours de l'opération Plan noir en Yougoslavie, la division et d'autres unités commirent des crimes de guerre contre des prisonniers et des civils. Les rapports suivant les combats du 10 juillet 1941 font état de 498 prisonniers, dont 411 furent fusillés.
Les crimes de guerre de la division sont étudiés dans le livre de H. F. Meyer's Bloodstained Edelweiss: The 1st Mountain Division in the Second World War.

## Ordre de bataille
1939
- Gebirgsjäger-Regiment 98
- Gebirgsjäger-Regiment 99
- Gebirgsjäger-Regiment 100
- Gebirgs-Artillerie-Regiment 79
- Gebirgs-Panzerabwehr-Abteilung 44
- Gebirgs-Aufklärungs-Abteilung 54
- Gebirgs-Pionier-Bataillon 54
- Gebirgs-Nachrichten-Abteilung 54
- Divisions-Nachschubführer 54
- Gebirgs-Träger-Bataillon 54
- Gebirgsjäger-Feld-Ersatz-Bataillon 54

Automne 1942
- Gebirgsjäger-Regiment 98
- Gebirgsjäger-Regiment 99
- Gebirgs-Artillerie-Regiment 79
- Hochgebirgs-Jäger-Bataillon 1
- Hochgebirgs-Jäger-Bataillon 2
- Gebirgs-Panzerjäger-Abteilung 44
- Gebirgsjäger-Bataillon 54
- Gebirgs-Aufklärungs-Abteilung 54
- Gebirgs-Pionier-Bataillon 54
- Gebirgs-Nachrichten-Abteilung 54
- Gebirgsjäger-Feld-Ersatz-Bataillon 54
- Kommandeur der Gebirgs-Divisions-Nachschubtruppen 54
- Kriegsgefangenen-Gebirgs-Träger-Bataillon 54
- Divisionseinheiten 54

1943
- Gebirgsjäger-Regiment 98
- Gebirgsjäger-Regiment 99
- Gebirgs-Artillerie-Regiment 79
- Gebirgs-Panzerjäger-Abteilung 44
- Gebirgsjäger-Bataillon 54
- Gebirgs-Aufklärungs-Abteilung 54
- Gebirgs-Pionier-Bataillon 54
- Gebirgs-Nachrichten-Abteilung 54
- Gebirgsjäger-Feld-Ersatz-Bataillon 79
- Kommandeur der Gebirgs-Divisions-Nachschubtruppen 54
- Kriegsgefangenen-Gebirgs-Träger-Bataillon 54
- Divisionseinheiten 54